# スバル・EJ型エンジン
スバル・EJ型エンジン（スバル・EJがたエンジン）とは、SUBARU（旧・富士重工業）が製造していた水平対向4気筒ガソリンエンジンの系列である。
EA型エンジンの後継機種として開発された。本項ではスバル・アルシオーネSVXに搭載された発展バージョンであるEG33水平対向6気筒エンジンも便宜上、記述する。

## 概要
- 生産期間
  - 1988年12月 - 2020年3月

EA型エンジンがクランクシャフトを支持するベアリングが3つであったのに対して、EJ型エンジンでは5つとなり高出力化へと対応した。しかし、このためにクランクシャフト長が延び、ボアピッチが広くなっている。ボア拡大により排気量を大幅に上げることが可能となったが、実際の性能との関連によらず『ショートストロークのために低回転域のトルクが細い』と評されることが多い。

## 構造的特徴
直系の先祖となるEA型エンジン(スバル1000から搭載)と同じく水冷方式を採用し、コンパクトネスを重視したため隣接するシリンダー間が比較的狭くクランクシャフトは薄いウェブ、大きなクランクピン-ジャーナルのオーバーラップを持つ形状をしており、俗に剃刀クランクと呼ばれることもある。切れ角を伴うフロントタイヤ間に搭載されるため、横幅へのサイズ的要求もありストロークをあまり大きくすることはできず、ショートストローク・ビックボアなプロフィールを持つ。
一般的なエンジンにあるメインベアリングキャップは存在せず、対向するシリンダーブロックがこれを兼ねるため、支持剛性は高いものとなる。開放口は下側のオイルパン取り付け部のみである。左右シリンダーブロックはクランクシャフト軸にて分割され、一般的なエンジンにおけるハーフスカート形状をしており、ボルト結合されている。
この構造によりコンロッドキャップをシリンダブロック内で分離することが困難であり、コンロッド-ピストンを一体でシリンダーから抜くことは難しいため、シリンダーブロックの前後にはピストンピンの脱着を行うサービスホールが設けられている（ピストンピン取り外し用に専用工具が設定されている。）。分解・組み立ての際にはここを通してピストンとコンロッドを分離し、コンロッドはクランクシャフトに組み付いた状態で脱着する。
動弁機構はSOHC、DOHCでタイミングベルトを介しクランクシャフトより駆動されるが、左右バンクを1本で駆動するため非常に長いベルトを採用している。バルブ自体の駆動方法は年式によって変わり、特にDOHCでは内点支持型ロッカーアーム駆動に始まり、ダイレクトプッシュ式に変わってからも、HLAによる自動弁隙間調整機構付から、アウタシム調整式、インナシム調整式と変更され、近年では動弁系の軽量化と精度向上、部品点数削減のためバルブリフタが弁隙間調整用のシムをかねるタイプが標準となった。

## 型式

### EJ15
- 種類：SOHC 16バルブ EGI
- 排気量：1,493 cc
- ボア: 85.0 mm
- ストローク: 65.8 mm
- 圧縮比：9.4 - 10.0

出力・トルク
- (1) 71 kW (97 PS) / 6,000 rpm 129.4 N·m(13.2 kgf·m) / 3,600 rpm
- (2) 75 kW (102 PS) / 5,600 rpm 136.3 N·m (13.9 kgf·m) / 4,000 rpm
- (3) 70 kW (95 PS) / 5,200 rpm 140.2 N·m (14.3 kgf·m) / 3,600 rpm
- (4) 74 kW (100 PS) / 5,200 rpm 142 N·m (14.5 kgf·m) / 4,000 rpm

搭載車種（車両型式）
- インプレッサ(GC1/2,GD2/3.GF1/2)

### EL15
スバル・EL15を参照。

### EJ16
- 種類：SOHC 16バルブ EGI
- 排気量：1,597 cc
- ボア: 87.9 mm
- ストローク: 65.8 mm
- 圧縮比：9.4 - 10.0

出力・トルク
- 74 kW (100 PS) / 6,000 rpm 138.3 N·m (14.1 kgf·m) / 4,500 rpm

搭載車種（車両型式）
- インプレッサ(GC3/4, GF3/4)

### EJ18
- 種類：SOHC 16バルブ SPFI / EGI
- 排気量：1,820 cc
- ボア: 87.9 mm
- ストローク: 75.0 mm
- 圧縮比：9.5 - 9.7

出力・トルク
- (1) 81 kW (110 PS) / 6,000 rpm 149.1 N·m (15.2 kgf·m) / 3,200 rpm
- (2) 85 kW (115 PS) / 6,000 rpm 154.0 N·m (15.7 kgf·m) / 4,500 rpm
- (3) 88 kW (120 PS) / 5,600 rpm 163.8 N·m (16.7 kgf·m) / 3,600 rpm

搭載車種（車両型式）
- インプレッサ(GC5/6, GF5/6)
- レガシィ（BC2/3, BD2/3, BF2/3, BG2/3）

### EJ20
スバル・EJ20を参照。

### EJ22
- 種類：SOHC / DOHC 16バルブ EGI NA / ターボ
- 排気量：2,212 cc
- ボア: 96.9 mm
- ストローク: 75.0 mm
- 圧縮比：NA: 9.5 - 9.7 ターボ: 8.0

出力・トルク
- NA
  - (1) 99 kW (135 PS) / 5,500 rpm 186.3 N·m (19.0 kgf·m) / 4,000 rpm
  - (2) 99 kW (135 PS) / 5,500 rpm 186.3 N·m (19.0 kgf·m) / 4,500 rpm
- ターボ
  - (1) 206 kW (280 PS) / 6,000 rpm 362.8 N·m (37.0 kgf·m) / 3,200 rpm

搭載車種（車両型式）
- レガシィ（BF7/B, BG/B）
- インプレッサ（GC8改 → インプレッサ 22B-STi Version)

### EJ25
- 種類: SOHC / DOHC 16バルブ EGI NA / ターボ
- 排気量: 2,457 cc
- ボア: 99.5 mm
- ストローク: 79.0 mm
- 圧縮比: NA、9.5 - 10.0; ターボ、8.2 - 9.5

以下の型番が存在する。
EJ25D - DOHC NA
- JIS - 最高出力118 kW (160 PS; 158 hp) at 6000 rpm、最大トルク210.8 N⋅m (155 lb⋅ft) at 2800 rpm
- SAE - 最高出力116 kW (157 PS; 155 hp) at 5600 rpm、最大トルク190 N⋅m (140 lb⋅ft) at 2800 rpm
- JIS - 最高出力129 kW (175 PS; 173 hp) at 6000 rpm、最大トルク230.5 N⋅m (170 lb⋅ft) at 3800 rpm
- SAE - 最高出力123 kW (167 PS; 165 hp) at 5600 rpm、最大トルク220 N⋅m (162 lb⋅ft) at 4000 rpm

EJ251 - SOHC NA
ISO - 最高出力123 kW (165 hp; 167 PS) / 5600 rpm、最大トルク226 N⋅m (167 lbf⋅ft)/ 4400 rpm
EJ252 - SOHC NA
ISO - 最高出力115 kW (154 hp; 156 PS)
EJ253 - SOHC NA
- 最高出力121 kW (162 hp; 165 PS) / 5600 rpm、最大トルク226 N⋅m (167 lbf⋅ft) / 4400 rpm
- i-AVLS - 最高出力130 kW (174 hp; 177 PS) / 5600 rpm、最大トルク229 N⋅m (169 lbf⋅ft) / 4400 rpm
- PZEV - 最高出力129 kW (173 hp; 175 PS) / 5600 rpm、最大トルク225 N⋅m (166 lbf⋅ft) / 4000 rpm

EJ254 - DOHC AVCS NA
- 最高出力123 kW (165 hp; 167 PS) / 6000 rpm、最大トルク235 N⋅m (173 lbf⋅ft) / 2800 rpm
- 最高出力125 kW (168 hp; 170 PS) / 5600 rpm、最大トルク238 N⋅m (176 lbf⋅ft) / 4400 rpm

EJ255 - DOHC AVCSターボ
最高出力154–195 kW (210–265 PS; 207–261 hp)、最大トルク38.5 kg⋅m (378 N⋅m; 278 lbf⋅ft) / 3600 rpm
EJ257 - DOHC シングル/デュアルAVCSターボ
- 最高出力300 bhp (304 PS; 224 kW) / 6000 rpm（新SAE standard）、最大トルク407 N⋅m (300 lb⋅ft) / 4000 rpm.。
- 最高出力305 bhp (309 PS; 227 kW) / 6000 rpm（新SAE standard）、最大トルク393 N⋅m (290 lb⋅ft) / 4000 rpm。
- 最高出力310 hp (314 PS; 231 kW) / 6000 rpm（新SAE standard）、最大トルク393 N⋅m (290 lb⋅ft) / 4000 - 5200 rpm。
- 最高出力341 hp (346 PS; 254 kW) / 6,400 rpm、最大トルク330 lb⋅ft (450 N⋅m) / 3,600 rpm。
- 最高出力250 bhp (253 PS; 186 kW)（新SAE standard）
- 最高出力210 bhp (213 PS; 157 kW)
- 最高出力280 PS (206 kW; 276 hp)、最大トルク40 kg⋅m (392 N⋅m; 289 lbf⋅ft)

EJ259
日本国内市場における搭載車種（車両型式）:
- レガシィ（BD9, BG9/BGC, TBE9/BH9, BL9/BP9, BM9/BR9）
- アウトバック（BP9）
- フォレスター（NA: SF9; ターボ: SG9, SH9）
- エクシーガ（NA: YA9)

## EG33
スバル・アルシオーネSVXの専用エンジンとして設計された水平対向6気筒エンジン。ブロックはEJ22に2気筒を追加して6気筒とし（ER27と同じ手法）、シリンダーヘッドとバルブトレーンには新設計の狭角DOHCが採用された。EZ36の登場までの間、スバルブランドの市販エンジン（乗用車用）では最大排気量だった。スバルも開発に参加していた、童夢のジオット・キャスピタに搭載する構想もあったが実現しなかった。
- 種類：DOHC 24バルブ EGI NA
- 排気量：3,318 cc
- ボア: 96.9 mm
- ストローク: 75.0 mm
- 圧縮比：10.0

出力・トルク
- 日本仕様 240 PS / 6,000 rpm、31.5 kgf·m / 4,800 rpm
- 米国仕様[6] 230 hp (233 PS) / 5,400 rpm

搭載車種（車両型式）
- スバル・アルシオーネSVX（CXD/V/W）